# Cemento cerato
Il cemento cerato è un materiale per rivestimento di origine minerale, diverso dal cemento.
Le sue caratteristiche meccaniche, quali la resistenza alla compressione, pari ad un massetto di 5 cm di calcestruzzo, l'ottima adesione, la resistenza e l'impermeabilità consentono il suo uso su pavimenti, pareti, piani di lavoro e oggetti.
Il suo utilizzo è nella decorazione di spazi interni ed esterni, suoli e pareti, piscine, docce, vasche, lavabi, top cucine, mobili, piani lavoro.
È costituito da cementi selezionati, sabbie fini, resine acriliche e pigmenti naturali con meno del 10% di composti organici volatili, conformemente alle norme europee,
Può essere completato con l'applicazione di finiture superficiali di protezione totale in film trasparente.
È un materiale naturale, minerale, ecologico, traspirante, antimacchia, resistente, leggero, esente da manutenzione per almeno 30 anni, rapido nella posa, modulabile in strati, si lavora con attrezzi convenzionali e tecniche consolidate.